# Leszek Engelking

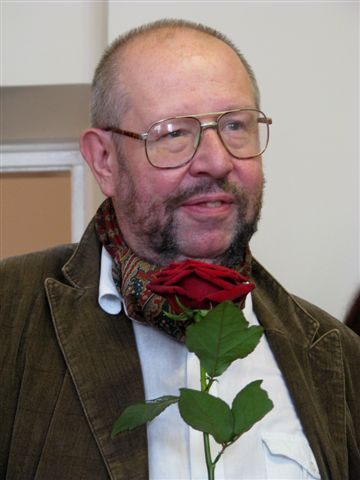
Leszek Engelking (2009)

Leszek Maria Engelking (* 2. Februar 1955 in Chorzów, Woiwodschaft Schlesien, Polen; † 22. Oktober 2022 in Pruszków) war ein polnischer Dichter, Schriftsteller, Essayist, Literaturkritiker und Übersetzer.

## Leben
Leszek Engelking verbrachte seine Kindheit in Oberschlesien und lebte ab 1970 in Brwinów bei Warschau. 1979 schloss er an der Universität Warschau ein Studium der polnischen Philologie mit Schwerpunkt Filmwissenschaft ab. Von 1984 bis 1995 arbeitete er als Redakteur der Monatszeitschrift Literatura na Świecie (Literatur der Welt). In den Jahren 1997 bis 1998 lehrte er Literatur- sowie Filmgeschichte an der Universität Warschau und war Gastdozent an der Palacký-Universität Olmütz. 1998 wechselte er als Lehrkraft an die Universität Łódź, wo er 2002 promoviert wurde mit einer Arbeit zur Poetik, Geschichte und Programmatik der tschechischen Künstlervereinigung Gruppe 42 unter dem Titel Alltag und Mythos. Ab 2003 lehrte er als Assistenzprofessor am Institut für Literaturtheorie der Universität Łódź und schloss dort 2013 seine Habilitation mit einer Arbeit über Vladimir Nabokov ab.

## Schaffen
Engelking war auf mehreren Ebenen literarisch tätig, als Übersetzer, Essayist und Schriftsteller. Als Übersetzer hinterließ er ein umfangreiches Werk, er übertrug Werke der Weltliteratur vornehmlich des 20. Jahrhunderts ins Polnische. Zu den Autoren, die er übersetzte, zählen aus dem Englischen T. S. Eliot, Kerry Shawn Keys und William Carlos Williams, aus dem Tschechischen Pavel Kohout und Milan Kundera, aus dem Spanischen Federico García Lorca, Octavio Paz und Jorge Luis Borges. Aus dem Russischen übertrug er Marina Zwetajewa oder Warlam Schalamow, er übersetzte auch Literatur aus dem Slowakischen und Ukrainischen.
Als Schriftsteller verfasste er mehrere Gedichtbände, neben Lyrik auch Prosa, darunter Kurzgeschichten.
Als Literaturkritiker und Essayist hinterließ er Monografien, u. a. über Tschechische Literatur und die literarische Bedeutung Bytom sowie zahlreiche Zeitschriftenartikel. Zusätzlich war Herausgeber von Anthologien mit fremdsprachiger Lyrik und Prosa, u. a. mit Texten von Ezra Pound und Agneta Pleijel.
Engelking war ab 1989 im Verein der Polnischen Schriftsteller und ab 2000 im Polnischen PEN-Club tätig.

## Privat
Er war der Neffe des polnischen Mathematikers Ryszard Engelking.

## Werke

### Prosa
- Szczęście i inne prozy, 2007

### Lyrik
- Autobus do hotelu Cytera, 1979
- Haiku własne i cudze, 1991
- Mistrzyni kaligrafii i inne wiersze, 1994
- Dom piąty, 1997
- I inne wiersze, 2000
- Muzeum dzieciństwa, 2011
- Komu kibicują umarli?, 2013
- Suplement, 2016

### Anthologien
- Wyspy na jeziorze, 1988
- Oleg Pastier, Karol Chmel, Ivan Kolenič, Oko za ząb. Trzej współcześni poeci słowaccy, 2006
- Maść przeciw poezji. Przekłady z poezji czeskiej, 2008
- Leszek Engelking und Andrzej Szuba, Obraz i wir. Antologia anglo-amerykańskiego imagizmu, 2016

### Monografien
- Vladimir Nabokov, 1989
- Vladimir Nabokov. Podivuhodný podvodník, 1997
- Surrealizm, underground, postmodernizm. Szkice o literaturze czeskiej, 2001
- Codzienność i mit. Poetyka, programy i historia Grupy 42 w kontekstach dwudziestowiecznej awangardy i postawangardy, 2005
- Chwyt metafizyczny. Vladimir Nabokov - estetyka z sankcją wyższej rzeczywistości, 2012
- Nowe mity. Twóczość Jáchyma Topola, 2016
- Bytom w literaturze: dzieła, miejsce, zakorzenienie, tożsamość, mit, 2018

### Übersetzungen
Leszek Engelking übersetzte mehr als 30 Bücher unterschiedlichen Genres.
- Lyrik
  - Gerardo Beltrán
  - Ivan Blatný
  - Egon Bondy
  - Jorge Luis Borges
  - Charles Bukowski
  - Basil Bunting
  - Václav Burian
  - Richard Caddel
  - Andrej Chadanowitsch
  - Jakub Deml
  - Hilda Doolittle
  - Federico García Lorca
  - Nikolai Stepanowitsch Gumiljow
  - Jiřina Hauková
  - Vladimír Holan
  - Miroslav Holub
  - Hviezdoslav
  - Sor Juana Inés de la Cruz
  - Jiří Kolář
  - Ludvík Kundera
  - Petr Mikeš
  - Agneta Pleijel
  - Ezra Pound
  - Christopher Reid
  - Jaroslav Seifert
  - Jiří Staněk
  - Jaroslav Vrchlický
  - Oldřich Wenzl
  - Ivan Wernisch
  - William Carlos Williams
  - Maximilian Alexandrowitsch Woloschin
  - William Butler Yeats
  - Sergej Zawjalow

- Prosa
  - M. Agejew
  - Michal Ajvaz
  - Daniela Hodrová
  - Milena Jesenská
  - Ladislav Klíma
  - Vladimir Nabokov
  - Jáchym Topol

## Ehrungen
- Übersetzerpreis der Literatura na Świecie, 1989, 2003, 2009, 2018
- Preis Premia Bohemica (Tschechische Republik), 2003
- Preis des polnischen PEN-Club, 2010
- Gratias-Agit-Preis (Tschechische Republik), 2022[5]